# 고고유전학
고고유전학(考古遺傳學, Archaeogenetics)은 다양한 분자유전학적 방법과 DNA 자료를 사용하여 고대 DNA를 연구하는 학문이다. 이러한 유전학적 분석은 인간, 동물, 식물 표본에 모두 적용할 수 있는데, 인간과 동물 표본의 뼈, 달걀 껍질 및 인공적으로 보존된 조직 등 다양한 화석 표본으로부터 고대 DNA가 추출될 수 있다. 식물의 경우 씨앗과 조직에서 고대 DNA를 추출할 수 있다. 고고유전학은 고대 인구 집단의 이주, 가축화 사건 및 식물과 동물의 진화에 대한 유전적 증거를 제공한다. 고대 DNA가 손상된 경우 비교적 최근의 유전적으로 연관된 집단의 DNA와의 교차 참조를 통해 보다 온전한 분석을 내어놓는 비교 연구를 수행할 수 있다.

## 같이 보기
- Alu 요소
- DNA 추출
- DNA 시퀀싱
- 집단유전학
- 유전계보학
- 고유전학
- 인류 Y-염색체 DNA 하플로그룹
- 고고과학